# 山王公園 (豊岡市)

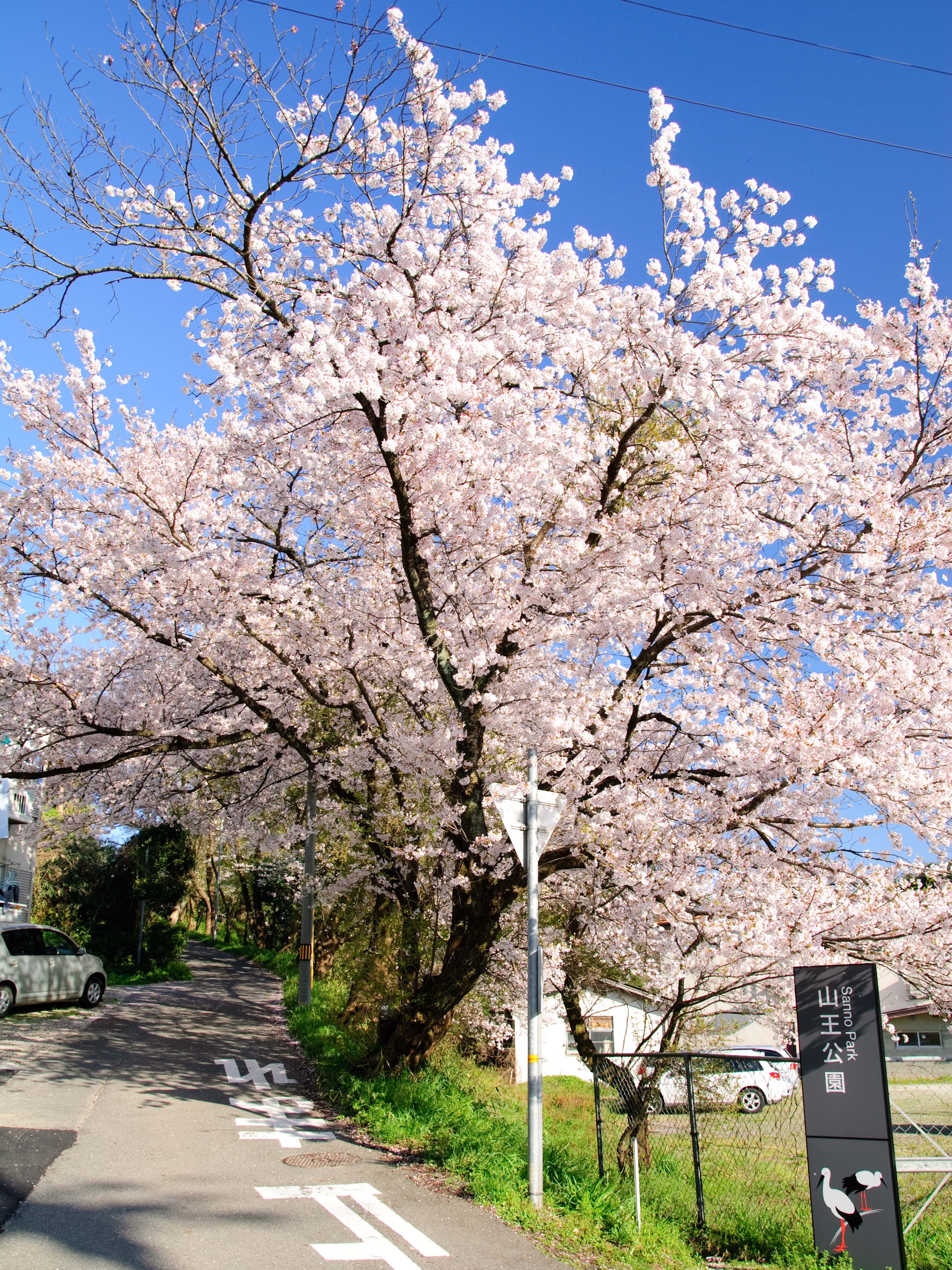
入り口・桜並木が続く

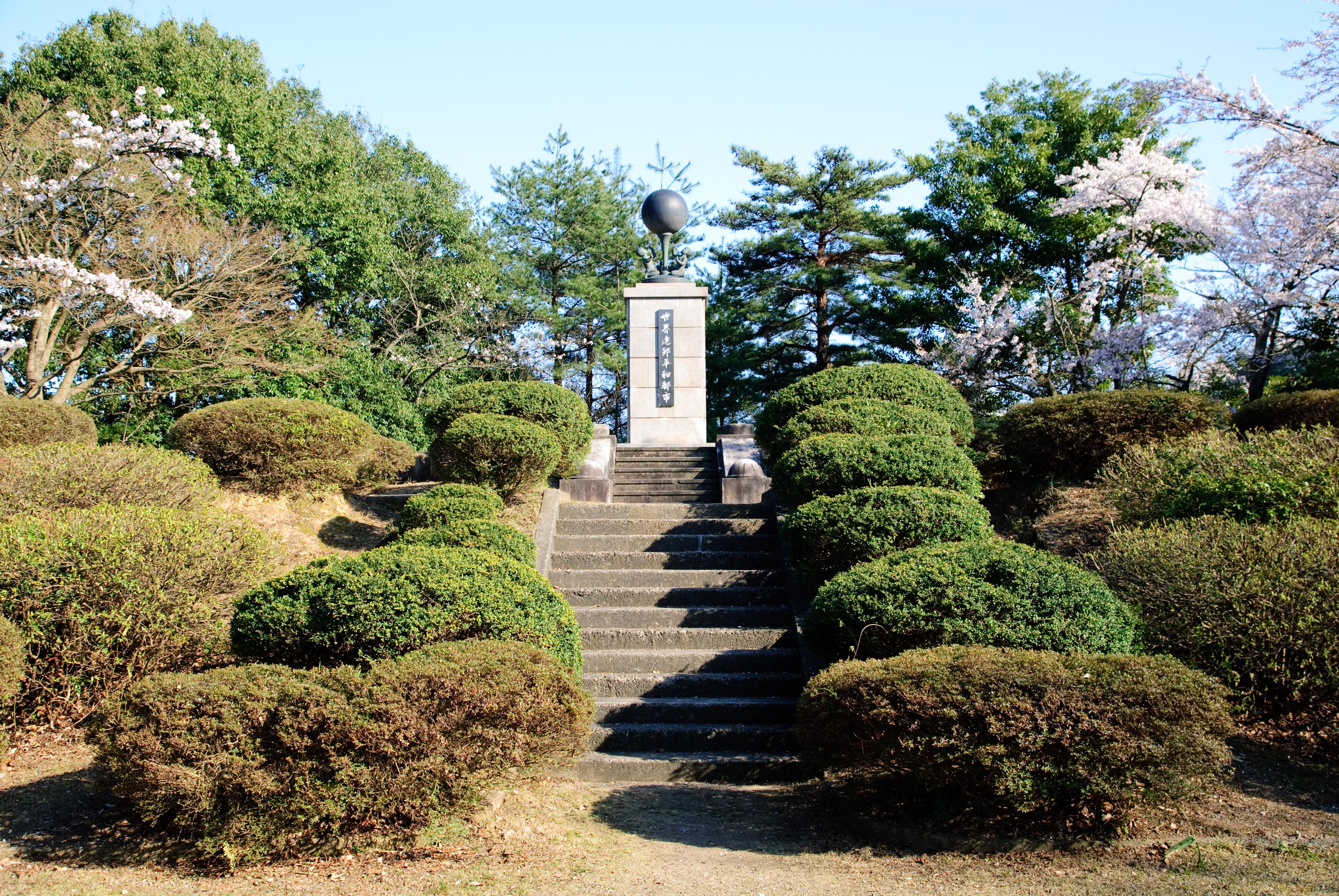
世界連邦平和都市碑

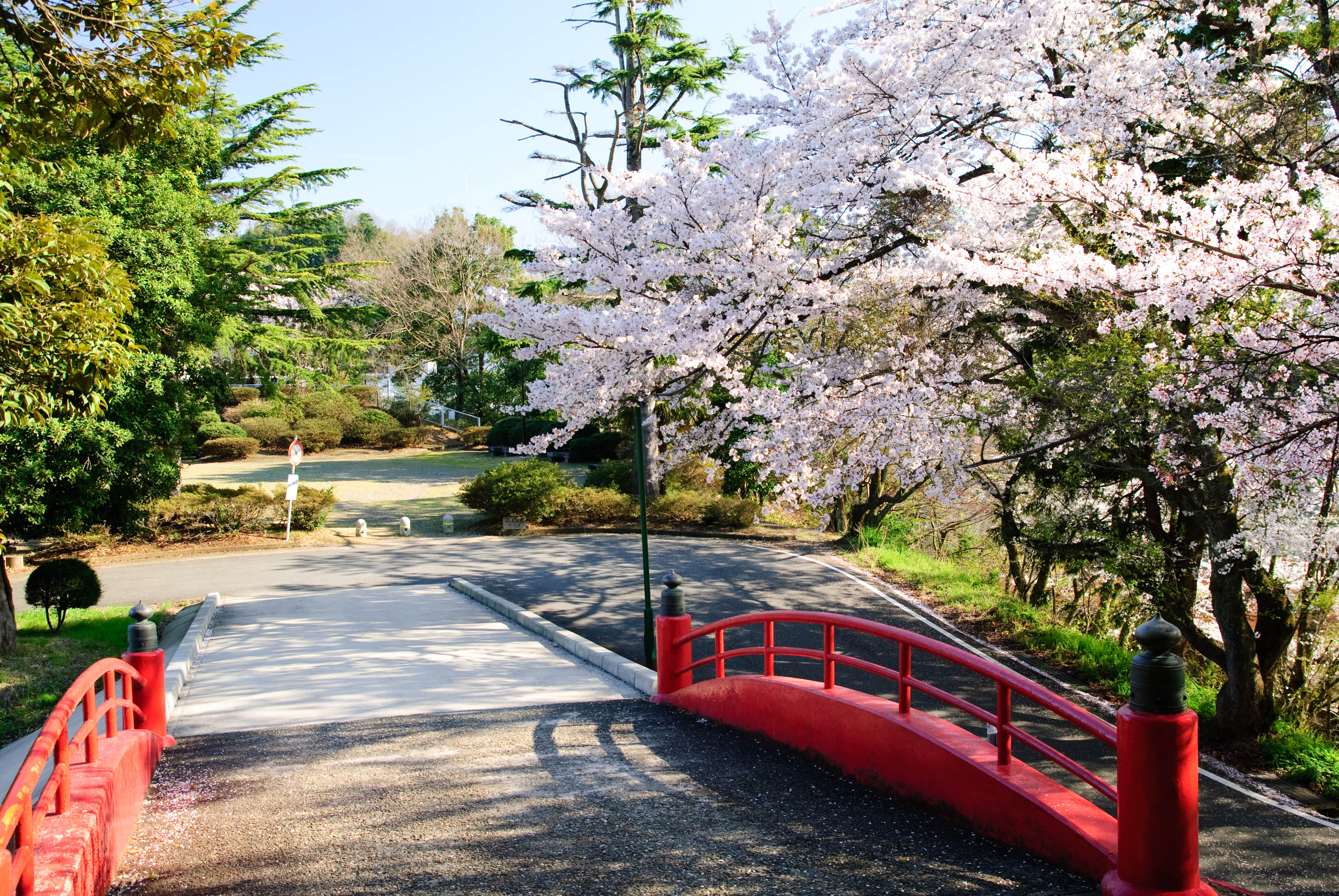
山王橋と山王公園

山王公園（さんのうこうえん）は、兵庫県豊岡市山王町の山王山に整備された公立の都市公園。南北朝時代に正法寺城が築かれ、江戸時代前期まで真言宗正法寺が置かれていた。なお、本項では山王山上に鎮座する日吉神社についても記述する。

## 概要
豊岡駅より南南東へ約400mに位置する山王山南側に整備された面積1haの公園である。園内には1953年（昭和28年）に世界連邦運動が建立した碑などがあり、豊岡市街地を一望することが出来る。春には桜が咲くことから、神武山公園（豊岡城）や旧円山川に沿って南北に伸びる豊岡中央公園などと並んで、豊岡市街地における桜の名所の一つとなっている。
南北朝時代に正法寺城が築かれ、山王山一帯が要塞化されていたされているが詳細は不明である。1488年（長享2年）に播磨に攻め込んだ山名政豊が但馬国に敗退してきた際に九日市の守護所に入れず、城主田公肥後守が一時的に住まわせたと言うことから、この頃には城砦として存在していたと考えられている。江戸時代初期までは真言宗正法寺があったが、退転後は摂社の山王宮が独立して日吉神社がおかれ、今日に至っている。
1925年（大正14年）5月23日に発生した北但大震災では多くの学校の校舎が被害を受けたため、6月1日より野外授業が行われた。日吉神社境内でも野外授業が実施され、15日ごろには半日授業ながらも校舎授業を復活した。1934年（昭和9年）3月に在郷軍人会豊岡支部が主体となり建武の新政600年記念祭・記念事業として、梨本宮守正王殿下筆の忠霊塔を建立したが、20年の歳月を経て老朽化が進んだため1953年（昭和28年）に「世界連邦平和都市碑」（湯川秀樹博士筆）に代わった。同年3月に都市計画決定を受けた。

## 所在地・交通アクセス
- 兵庫県豊岡市山王町10-23

JR西日本 山陰本線・京都丹後鉄道 豊岡駅より400m、徒歩約5分

## 周辺情報
- JR西日本 山陰本線・京都丹後鉄道 豊岡駅
- アイティ（大型複合商業施設）
- NTT西日本兵庫支店 但馬別館
- 但馬広域行政事務組合（但馬ふるさとづくり協会）